# KTM 990 Adventure
KTM 990 Adventure – austriacki motocykl typu turystyczne enduro produkowany przez KTM od 2006 roku.

## Dane techniczne/Osiągi
Silnik: V2

Pojemność silnika: 1000 cm³

Moc maksymalna: 115 KM/8750 obr./min

Maksymalny moment obrotowy: 100 Nm/6750 obr./min

Prędkość maksymalna: 210 km/h 

Przyspieszenie 0-100 km/h: 3,8 s